# Skanssi (centre commercial)
Skanssi est un centre commercial du quartier de Skanssi à Turku en Finlande.

## Présentation
Inauguré le 17 avril 2009, Le centre commercial a une surface de 130 000 mètres carrés dont une surface locative de 40 000 mètres carrés. 
Skanssi dispose de 2 500 places de stationnement.

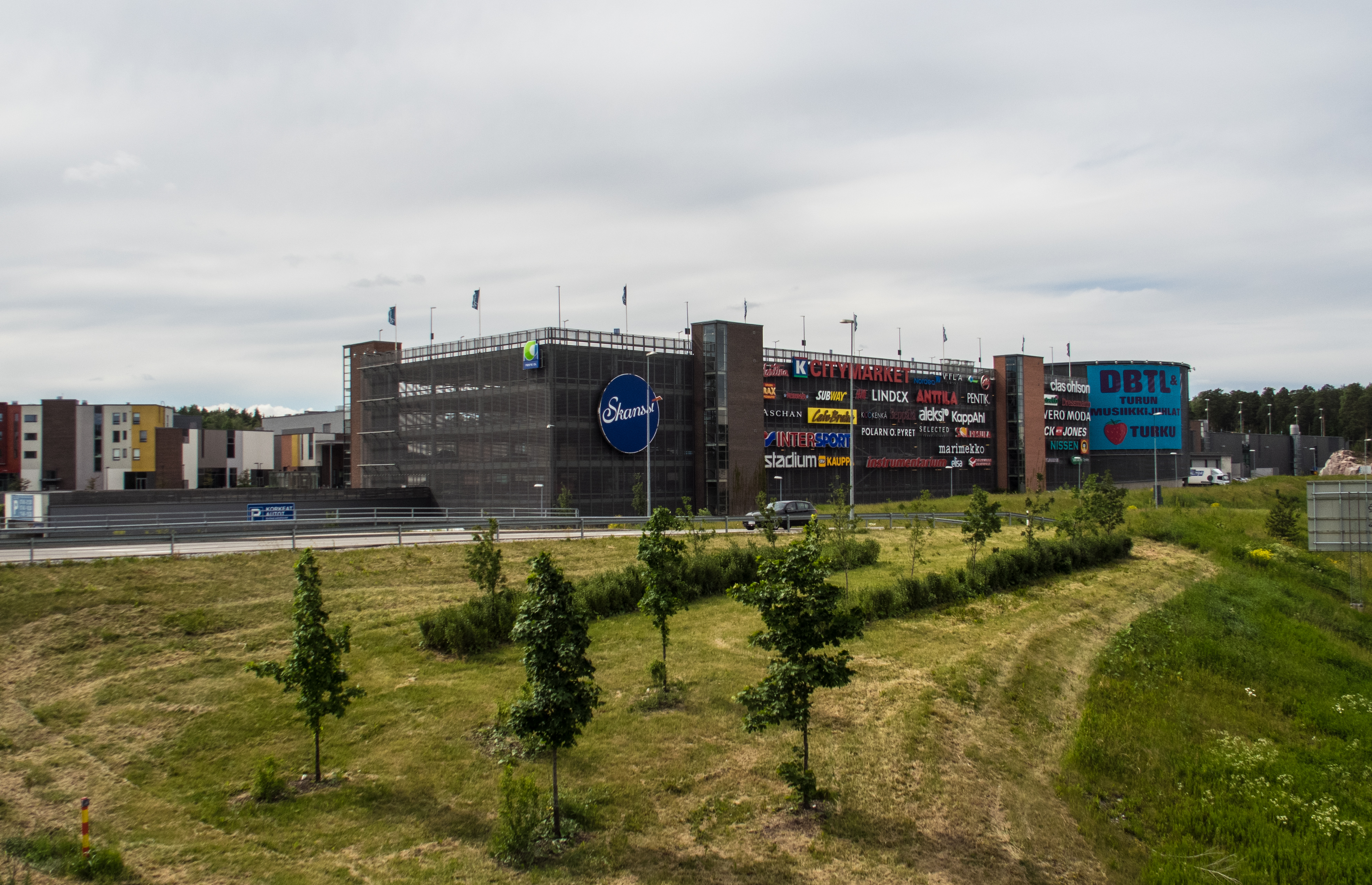

## Accès
Le centre commercial est situé le long de la route nationale 1 () à environ quatre kilomètres à l'est du centre-ville de Turku. 
Les lignes de bus 9, 99 et 221 de transport local de Turku passent à côté du centre commercial de Skanssi.